# Tecozautla
Tecozautla là một đô thị thuộc bang Hidalgo, México. Năm 2005, dân số của đô thị này là 31609 người.